# Uru-corcovado
Uru-corcovado  (Odontophorus gujanensis) é uma espécie de ave da família Odontophoridae.
Pode ser encontrado nos seguintes países: Bolívia, Brasil, Colômbia, Costa Rica, Equador, Guiana Francesa, Guiana, Panamá, Peru, Suriname e Venezuela.
Os seus habitats naturais são florestas subtropicais ou tropicais úmidas de baixa altitude.

## Etimologia
O nome uru-corcovado foi selecionado como nome vernáculo técnico para a espécie Odontophorus gujanensis pelo Comitê Brasileiro de Registros Ornitológicos (CBRO) em 2021.

## Subespécies
São reconhecidas oito subespécies:
- Odontophorus gujanensis castigatus – sudoeste da Costa Rica e oeste do Panamá.
- Odontophorus gujanensis marmoratus – leste do Panamá até o norte da Colômbia e noroeste da Venezuela.
- Odontophorus gujanensis gujanensis – sudeste da Venezuela, Guianas, Brasil e extremo nordeste do Paraguai.
- Odontophorus gujanensis medius – sul da Venezuela e noroeste do Brasil.
- Odontophorus gujanensis buckleyi – leste dos Andes da Colômbia, leste do Equador e norte do Peru.
- Odontophorus gujanensis rufogularis – nordeste do Peru (alto rio Javari).
- Odontophorus gujanensis pachyrhynchus – centro-leste do Peru (Junín e Ayacucho).
- Odontophorus gujanensis simonsi – leste da Bolívia.